# Teatr Mały w Moskwie
Teatr Mały (ros. Малый театр, Государственный академический Малый театр России) – teatr w Moskwie, działający w budynku zaprojektowanym przez architekta Josepha Bovégo położonym przy placu Teatralnym w centrum miasta.
Za datę powstania moskiewskiego teatru specjalizującego się nie w widowiskach muzycznych, a w klasycznych sztukach teatralnych (dramatach i komediach) podaje się rok 1776. Początkowo nazywał się on Teatrem Pietrowskim, od ulicy przy której znajdowała się jego siedziba. Po spaleniu budynku w 1805 r. występował w różnych moskiewskich obiektach teatralnych. Od roku 1806 miał status państwowego i cesarskiego, a w 1818 przy teatrze założono szkołę teatralną, działająca pod zmienianymi nazwami do dziś. W 1824 r. wzniesiono dla niego stałą siedzibę wg projektu architekta Josepha Bovégo, przy placu zwanym dziś Teatralnym. Ponieważ przy tym samym placu zbudowano także gmach dla teatru operowego, to dla odróżnienia ich w nazwie ten drugi nazwano Teatr Bolszoj, a scenę dramatyczną określono jako Teatr Mały. W 1840 budynek Teatru Małego rozbudowano. W roku 1918 teatrowi nadano tytuł akademickiego. 